# Mostkovice

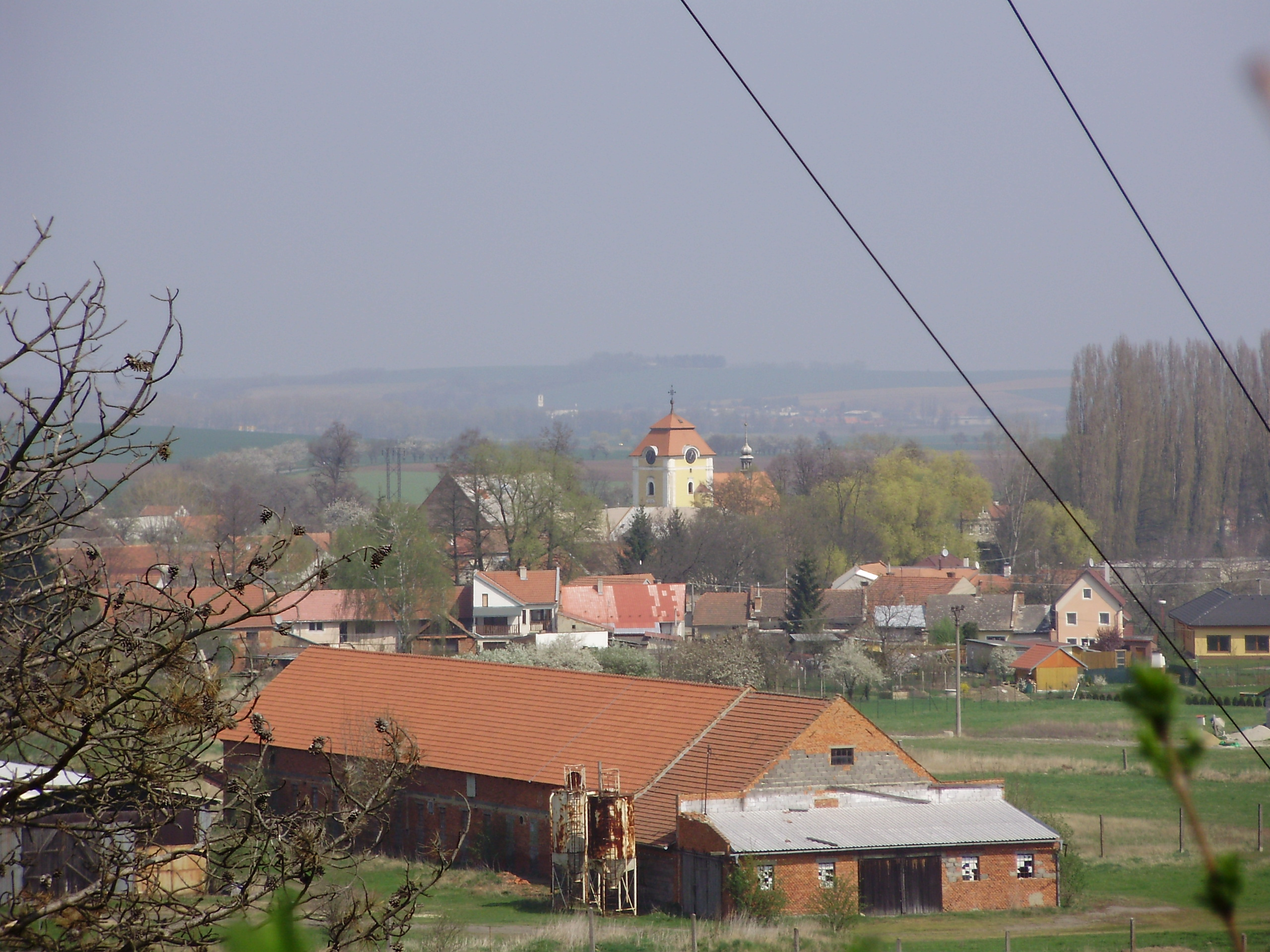
Blick auf Mostkovice

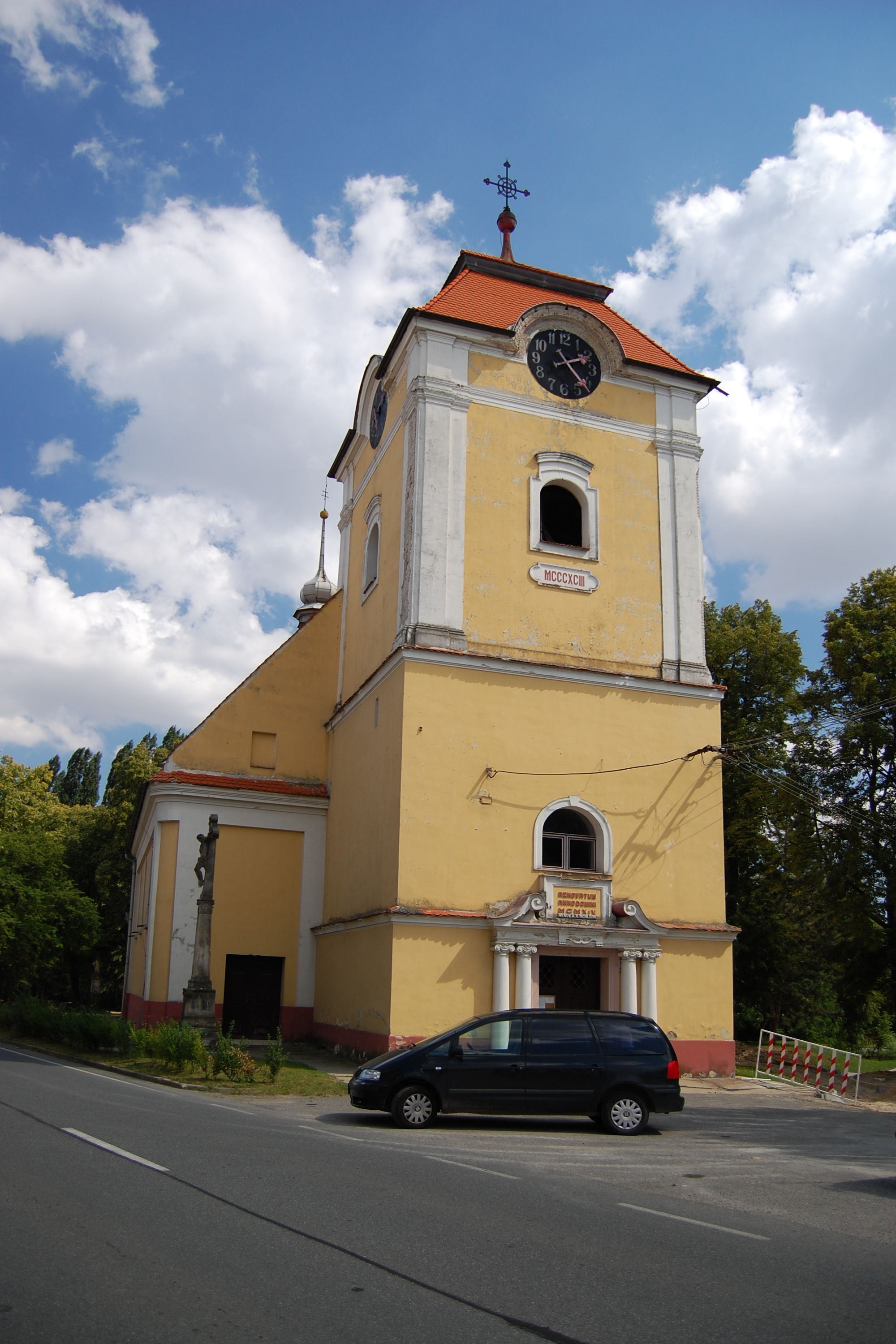
Kirche Mariä Himmelfahrt

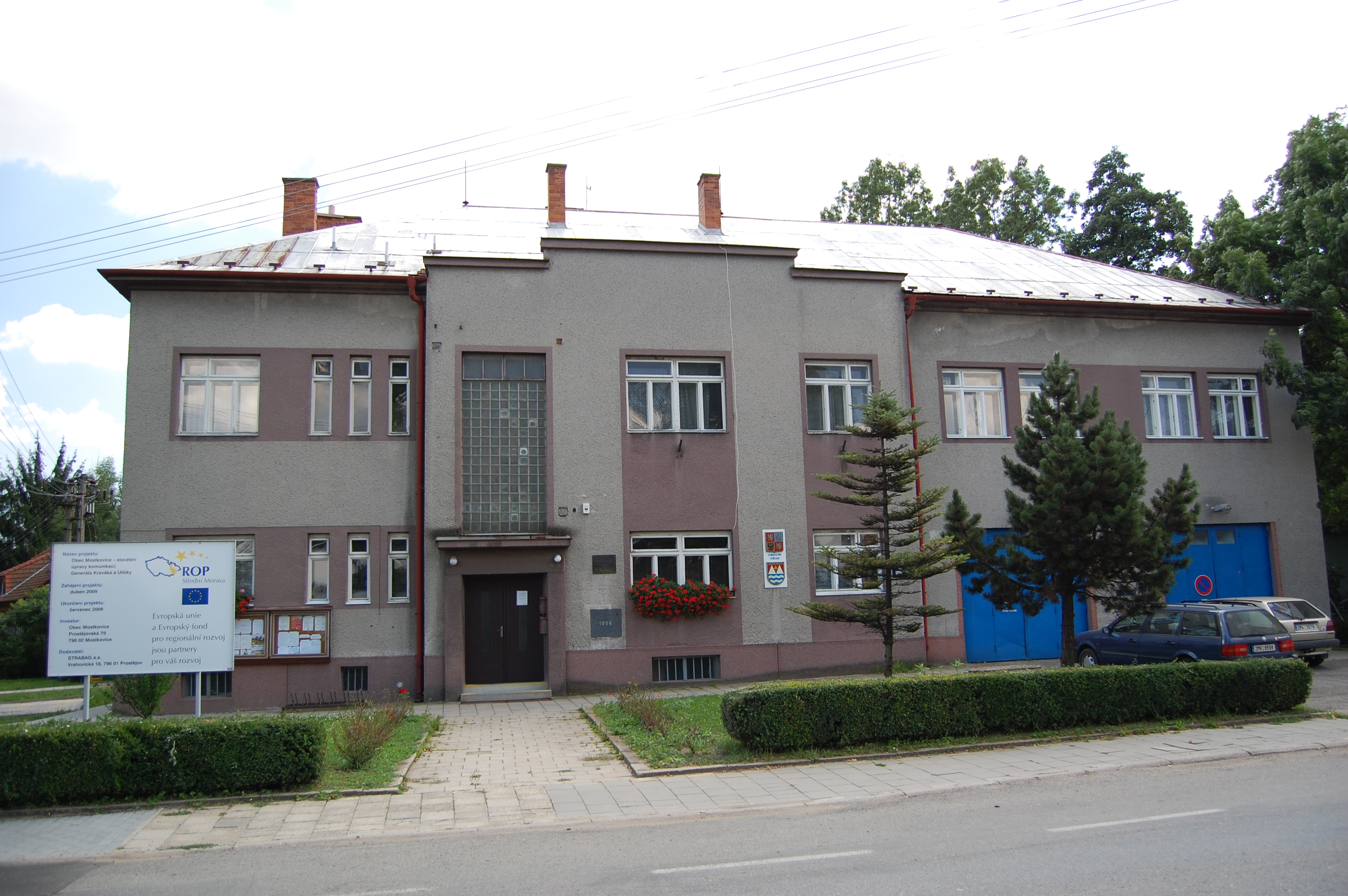
Gemeindeamt

Mostkovice (deutsch Mostkowitz) ist eine Gemeinde in Tschechien. Sie liegt vier Kilometer westlich von Prostějov und gehört zum Okres Prostějov.

## Geographie
Das Straßenangerdorf Mostkovice befindet sich unterhalb der Talsperre Plumlov am Bach Hloučela in der Hanna. Durch den Ort führt die Staatsstraße II/377 zwischen Prostějov und Plumlov, nördlich verläuft die II/150 zwischen Prostějov und Boskovice. Nördlich des Dorfes liegen der Militärreparaturbetrieb „VOP Mostkovice“ mit Gleisanschluss von der Bahnstrecke Prostějov–Třebovice v Čechách und der Feldflugplatz Stichovice (LKSB). Im Süden erhebt sich der Kotouč (358 m. n.m.), südwestlich der Zlechovský vrch (344 m. n.m.) und im Westen die Čubernice (332 m. n.m.).
Nachbarorte sind Bílovice und Kostelec na Hané im Norden, Čelechovice na Hané, Smržice und Držovice im Nordosten, Sídliště Hloučela, Krasice und Čechovice im Osten, Domamyslice im Südosten, Seloutky und Alojzov im Süden, Krumšín im Südwesten, Stichovice im Westen sowie Ohrozim und Lešany im Nordwesten.

## Geschichte
Die erste schriftliche Erwähnung von Mostkovice erfolgte 1131 in einem Verzeichnis des Olmützer Bischofs Heinrich Zdik über den Besitz des Bistums und des Domkapitels Olmütz. König Ottokar I. Přemysl schenkte das Dorf im Jahre 1223 dem Olmützer Augustinerinnenstift St. Jakob. Zwei Jahre später gewährte Markgraf Vladislav II. dem Augustinerinnenstift für das Dorf Mostkovice dieselben Freiheiten, wie sie die bischöflichen Dörfer hatten. Im Jahre 1325 trat König Johann von Luxemburg Mostkovice zusammen mit weiteren Dörfern an den Olmützer Oberstkämmerer Wok von Krawarn ab, der sie seiner Herrschaft Plumenau zuschlug. Seit 1353 ist eine Pfarrei in Mostkovice nachweislich. Peter von Krawarn und Plumenau überließ das Dorf 1381 der von ihm in Proßnitz gestifteten Propstei der Augustiner-Chorherren, die Mostkovice bis 1492 besaß. König Ladislaus Jagiello belehnte im Jahre 1492 Wilhelm von Pernstein mit Mostkovice und weiteren Gütern. Nachdem Wilhelm 1496 von seinem Bruder Vratislav die Herrschaft Plumenau geerbt hatte, wurde Mostkovice wieder Teil derselben. Seit 1508 war die Pfarrstelle in Mostkovice mit Nichtkatholiken besetzt; der bedeutendste war Václav Beneš Optát. Im Jahre 1563 brachen bei einem Hochwasser der Hloučela die Dämme der Plumenauer Teiche, dabei ertranken in Stichovice und Mostkovice zahlreiche Menschen und Vieh; der Friedhof wurde teilweise ausgespült und die Leichen bis in die Felder fortgeschwemmt. Weitere verheerende Hochwasser folgten in den Jahren 1591 und 1610.
Nach dem Tode des Johann von Pernstein verkauften dessen Erben die verschuldete Herrschaft Plumenau im Jahre 1600 an Karl von Liechtenstein; sie wurde damit Teil des großen Majorates des Hauses Liechtenstein. Im Zuge der Rekatholisierung ließ Karl von Liechtenstein 1624 den hussitischen Prediger aus Mostkovice vertreiben und wieder einen katholischen Pfarrer einsetzen. Im Jahre 1676 nahm eine katholische Pfarrschule den Unterricht auf. Später erlosch die Pfarrei; im Jahre 1741 wurde wieder ein Pfarrer in Mostkovice eingesetzt. Matriken wurden erst seit 1742 geführt. Im Jahre 1816 entstand ein neues Schulgebäude. Zu dieser Zeit gab es im Ort eine Gerberei und eine Ziegelei; 1830 wurde die k.k. private Feintuch- und Kasimir-Fabrik J. Ehrenstamm von Jacob Ehrenstamm gegründet, die jedoch bereits 1833 in den Ehrenstammschen Familienkonkurs geriet.
Im Jahre 1835 bestand das im Olmützer Kreis gelegene Dorf Moskowitz bzw. Moskowice aus 67 Häusern mit 422 mährischsprachigen Einwohnern. Haupterwerbsquelle bildete die Landwirtschaft. Unter herrschaftlichem Patronat standen die dem Proßnitzer Dekanat zugeordnete Pfarrei, die Kirche Mariä Himmelfahrt und die Schule. Moskowitz war Pfarr- und Schulort für Czechowitz, Domamislitz  und Stichowitz. Am 20. April 1836 erbte Fürst Alois von und zu Liechtenstein die Herrschaft. Bis zur Mitte des 19. Jahrhunderts blieb Moskowitz der Fideikommissherrschaft Plumenau untertänig.
Nach der Aufhebung der Patrimonialherrschaften brachen 1848 soziale Unruhen aus, bei denen der Stichowitzer Hofrichter ermordet wurde. Ab 1850 bildete Moskovice / Moskowitz eine Gemeinde im Gerichtsbezirk Plumenau. Der Friedhof wurde 1853 von der Kirche an den nördlichen Ortsrand verlegt. Ab 1869 gehörte Moskovice zum Bezirk Proßnitz. Seit den 1880er Jahren wird Mostkovice / Mostkowitz als Gemeindename verwendet. Die Schule wurde 1884 um einen Flügel erweitert. 1889 wurde die Freiwillige Feuerwehr gegründet. Nach dem Ersten Weltkrieg zerfiel der Vielvölkerstaat Österreich-Ungarn, die Gemeinde wurde 1918 Teil der neu gebildeten Tschechoslowakischen Republik. Beim Zensus von 1921 lebten in den 117 Häusern von Mostkovice 683 Personen, davon 679 Tschechen. Auf der zu Stichovice gehörigen Hochfläche nördlich des Dorfes wurde 1935 ein Militärflugplatz angelegt. Von 1939 bis 1945 gehörte Mostkovice / Mostkowitz zum Protektorat Böhmen und Mähren. Der Militärflugplatz Stichowitz wurde in dieser Zeit von der Luftwaffe übernommen und stark ausgebaut.
Stichovice wurde 1948 nach Mostkovice eingemeindet. Im Jahre 1950 hatte die Gemeinde 1724 Einwohner. Am 1. Juli 1980 wurden Mostkovice und Stichovice nach Prostějov eingemeindet; Stichovice verlor dabei den Status eines Ortsteils. Seit dem 24. November 1990 besteht die Gemeinde Mostkovice wieder. Beim Zensus von 2001 lebten in den 466 Häusern der Gemeinde 1294 Personen.

## Gemeindegliederung
Für die Gemeinde Mostkovice sind keine Ortsteile ausgewiesen. Grundsiedlungseinheiten sind Mostkovice (Mostkowitz) und Stichovice (Stichowitz).
Das Gemeindegebiet gliedert sich in die Katastralbezirke Mostkovice und Stichovice.

## Sehenswürdigkeiten
- Kirche Mariä Himmelfahrt, sie entstand wahrscheinlich im 12. Jahrhundert. Nach der Jahreszahl im Taufstein, die später auch am Portal angebracht wurde, erfolgte 1393 – wahrscheinlich auf Kosten des Proßnitzer Augustinerstiftes – ein größerer Umbau. Ihre heutige Gestalt erhielt sie in den Jahren 1847–48. Bei der Instandsetzung von 1894 wurden gotische Fresken vom Ende des 14. Jahrhunderts entdeckt, die zum Ende des 20. Jahrhunderts freigelegt wurden. Im Jahre 1914 erhielt die Kirche ein neues Dach, zugleich wurde der Turm um einen Meter erhöht; außerdem entstand ein neues Portal. Der zweischiffige Bau besitzt einen romanischen Kern und Apsis. Das Retabel des Hauptaltars schuf 1867 der Olmützer Maler Franz Bsirský; die beiden Seitenaltäre des hl. Johannes von Nepomuk und des Erzengel Michael stammen aus dem Jahr 1720.
- Pfarrhaus
- Statue des hl. Josef
- Stausee Plumlov, errichtet in den Jahren 1912–1914
- Bildstock, auf dem Dorfanger
- Bildstock, an der Mühle
- Gedenktafel für František Kravák an dessen Geburtshaus
- Mehrere Flurkreuze
- Gedenkstein für die Gefallenen des Ersten Weltkrieges
- Friedhof, mit Kapelle und Gruft von Jan Richter aus Čelechovice

## Persönlichkeiten

### Söhne und Töchter der Gemeinde
- František Cinek (1888–1966), Prälat und Lehrstuhlinhaber für Systematische Theologie an der Theologischen Kyrill und Method-Fakultät der Palacký-Universität Olmütz, geboren in Stichovice
- František Kravák (1889–1943), Offizier der Tschechoslowakischen Legionen und der Armee, Mitglied der Obrana národa, hingerichtet in Plötzensee

### In der Gemeinde lebten und wirkten
- Beneš Optát († 1559 in Mostkovice), utraquistischer Priester, Co-Autor der ersten “Česká gramatika” und Übersetzer des Neuen Testamentes